# Muse Records
Muse Records est un label discographique américain de jazz, basé à New York, actif entre 1972 et 1997.

## Histoire
Le label est fondé en 1972 à New York par Joe Fields. Fields avait travaillé comme cadre pour Prestige Records dans les années 1960, et plusieurs de ses albums étaient sortis auparavant sur Cobblestone Records. Muse avait également un autre label, Onyx Records, qui fonctionne jusqu'en 1978, date à laquelle Fields et son collaborateur Don Schlitten mettent fin à leur relation professionnelle.
À la fin des années 1970, Muse s'associe au label néerlandais Timeless Records pour distribuer Timeless Muse. Muse est vendu en 1996 à 32 Jazz, qui reconditionne et réédite un grand nombre d'enregistrements de Muse,,,. En 2003, Savoy Jazz (devenu une filiale de Nippon Columbia) a racheté à 32 Jazz les droits sur le catalogue de Muse (ainsi que sur celui de Landmark).
Fields fonde ensuite HighNote Records et Savant Records ; de nombreux artistes de Muse ont également enregistré pour ces labels.

## Discographie
Muse compte environ 500 albums publiés entre 1972 et 1995,,,,,,,,,,.